# Atlantic Beach, North Carolina
Atlantic Beach är en kommun (town) i Carteret County i North Carolina. Vid 2010 års folkräkning hade Atlantic Beach 1 495 invånare.